# Крапинско-Загорска
Крапинско-Загорска, Крапинско-Загорская жупания (хорв. Krapinsko-zagorska županija) — жупания на северо-западе Хорватии. Жупания названа по крупнейшему городу — Крапина и историческому региону Загорье.

## География
Площадь жупании — 1229 км². На севере и востоке граничит с жупанией Вараждинска, на юге — с Загребачка и городским округом Загреб, на западе проходит граница со Словенией. По территории жупании проходит железнодорожная и автомобильная магистраль Вараждин — Осиек.
Рельеф жупании сильно всхолмлённый, в южной части лежат горы Медведница, отделяющие жупанию от Загреба. В жупании развито сельское хозяйство, главным образом, виноградарство.

## Население и административное деление
В соответствии с данными переписи 2001 года, на территории жупании проживало 142 432 человека. Жупания почти мононациональна — 98,4 % населения составляют хорваты, 0,3 % — словенцы, 0,2 % сербы.
В административном отношении Крапинско-Загорска делится на 25 муниципальных образования (7 городов, 25 общин):
- Город Крапина, столица жупании, 4471 человек
- Город Орославье, 3368 человек
- Город Златар, 2906 человек
- Город Забок, 2714 человек
- Город Доня-Стубица, 2200 человек
- Город Преграда, 1828 человек
- Город Кланец, 567 человек
- Община Бедековчина
- Община Будиншчина
- Община Десинич
- Община Джурманец
- Община Горня-Стубица
- Община Храшчина
- Община Хум-на-Сутли
- Община Есене
- Община Кральевец-на-Сутли
- Община Крапинске-Топлице
- Община Коньшчина
- Община Кумровец
- Община Мария-Бистрица
- Община Лобор
- Община Маче
- Община Миховлян
- Община Нови-Голубовец
- Община Петровско
- Община Радобой
- Община Свети-Криж-Зачретье
- Община Стубичке-Топлице
- Община Тухель
- Община Велико-Трговишче
- Община Загорска-Села
- Община Златар-Бистрица